# Canton des Riceys
Le canton des Riceys est une circonscription électorale française située dans le département de l'Aube et la région Grand Est.
À la suite du redécoupage cantonal de 2014, les limites territoriales du canton sont remaniées. Le nombre de communes du canton passe de 7 à 57.

## Histoire
Le canton des Riceys a été créé en 1801.
Un nouveau découpage territorial de l'Aube (département) entre en vigueur à l'occasion des élections départementales de mars 2015, défini par le décret du 21 février 2014, en application des lois du 17 mai 2013 (loi organique 2013-402 et loi 2013-403). Les conseillers départementaux sont, à compter de ces élections, élus au scrutin majoritaire binominal mixte. Les électeurs de chaque canton élisent au Conseil départemental, nouvelle appellation du Conseil général, deux membres de sexe différent, qui se présentent en binôme de candidats. Les conseillers départementaux sont élus pour six ans au scrutin binominal majoritaire à deux tours, l'accès au second tour nécessitant 12,5 % des inscrits au premier tour. En outre la totalité des conseillers départementaux est renouvelée. Ce nouveau mode de scrutin nécessite un redécoupage des cantons dont le nombre est divisé par deux avec arrondi à l'unité impaire supérieure si ce nombre n'est pas entier impair, assorti de conditions de seuils minimaux. Dans l'Aube, le nombre de cantons passe ainsi de 33 à 17. Le nombre de communes du canton des Riceys passe de 7 à 57.
Le nouveau canton des Riceys est formé de communes des anciens cantons des Riceys (7 communes), de Bouilly (23 communes), de Chaource (25 communes), de Troyes 6e Canton (1 commune) et de Bar-sur-Seine (1 commune). Le canton est entièrement inclus dans l'arrondissement de Troyes. Le bureau centralisateur est situé aux Riceys.

## Géographie
Ce canton est organisé autour des Riceys dans l'arrondissement de Troyes. L'altitude moyenne de 215 m.

## Représentation

### Conseillers d'arrondissement (de 1833 à 1940)
Le canton des Riceys avait deux conseillers d'arrondissement.
Il appartenait à l'arrondissement de Bar-sur-Seine jusqu'à sa disparition en 1926.
| Période                                  | Période | Identité                                 | Étiquette        | Qualité |
| ---------------------------------------- | ------- | ---------------------------------------- | ---------------- | --- |
| 1833                                     | 1848    | Pierre Charles Hoüet-Parisot (1785-1866) |                  | Marchand de vin aux Riceys                                                                                  |
| 1833                                     | 1845    | Alexandre Guénin (1777-1858)             |                  | Propriétaire, négociant, homme de lettres aux Riceys                                                        |
| 1845                                     | 1848    | Alexandre Denis Antoine Ray (1804-1876)  |                  | Notaire, adjoint au maire des Riceys                                                                        |
|                                          |         |                                          |                  | |
| 1919                                     | 1928    | Lucien Choisy                            |                  | Maire de Bagneux-la-Fosse                                                                                   |
| 1928                                     | 1934    | Alexandre Fèvre                          | Radical          | Maire de Bragelogne                                                                                         |
| 1934                                     | 1940    | Aristide Chardin                         | Bloc des droites | Cultivateur à Avirey-Lingey                                                                                 |
| 1940                                     |         |                                          |                  | Les conseils d'arrondissement ont été suspendus par la loi du 12 octobre 1940 et n'ont jamais été réactivés |
| Les données manquantes sont à compléter. |         |                                          |                  | |

### Conseillers généraux de 1833 à 2015
| Période      | Période          | Identité                      | Étiquette            | Qualité |
| ------------ | ---------------- | ----------------------------- | -------------------- | --- |
| 1833         | 1848             | Pierre Gallimard-Carreau      |                      | Négociant en vins, maire des Riceys Député (1831-1834)                                                                                      |
| 1848         | 1869             | Alexandre Ray                 |                      | Notaire, maire des Riceys |
| 1869         | 1871             | Jules Jourdheuille            |                      | Juge de paix aux Riceys |
| 1871         | 1877 (décès)     | Louis Alban dit Edouard Henry | Républicain          | Maire de Troyes (1871-1874) |
| 1877         | 1878 (démission) | Arthur Maingon                | Républicain          | Maire des Riceys (1875) |
| 1879         | 1888 (démission) | Clément Chapotot-Tranchant    | Républicain          | Notaire, maire des Riceys (1879-1886) |
| 1888         | 1901             | Jean-Baptiste Têtevuide-Roger | Républicain          | Propriétaire, maire de Balnot-sur-Laignes                                                                                                   |
| 1901         | 1907             | Alphonse Grados               | POF                  | Artisan peintre et vigneron Maire des Riceys (1896-1900)                                                                                    |
| 1907         | 1913             | Clément Arnoult               | Républicain Soc.ind. | Cultivateur aux Riceys |
| 1913         | 1930 (décès)     | Edmond Sonnet                 | Rad.                 | Viticulteur Maire des Riceys (1909-1930) |
| 1930         | 1940             | Maurice Robert                | Rad.                 | Professeur, conseiller municipal de Bar-sur-Seine Député (1928-1942) Nommé conseiller départemental en 1943                                 |
|              |                  |                               |                      | |
| 1945         | 1951             | Victor Souverain              | SFIO                 | Tonnelier aux Riceys |
| 1951         | 1952 (décès)     | Henri Gauthier                | DVD-RPF              | Notaire aux Riceys |
| 22 juin 1952 | 1958             | René Bonnet                   | DVD                  | Agriculteur à Balnot-sur-Laignes |
| 1958         | 1970             | Jean Breugnot                 | DVD                  | Ancien pharmacien aux Riceys |
| 1970         | 1988 (démission) | Robert Galley                 | UDR puis RPR         | Ingénieur Député (1968, 1973, 1978 et 1981-2002) Maire de Troyes (1972-1995) Ministre (1968-1981)                                           |
| 1988         | 2014 (démission) | Jean-Claude Mathis            | RPR puis UMP         | Directeur de société Député depuis 2002 Maire des Riceys depuis 1989 Conseiller régional (1998-2001) Suppléant de Robert Galley (1997-2002) |
| 2014         | 2015             | Annick Carré                  | UMP                  | Secrétaire de mairie |

### Représentation après 2015
| Période élective | Période élective | Mandat | Mandat   | Identité                        | Nuance | Nuance | Qualité                                                               |
| ---------------- | ---------------- | ------ | -------- | ------------------------------- | ------ | ------ | --------------------------------------------------------------------- |
| 2015             | 2021             | 2015   | 2015     | Jean-Claude Mathis (Démission)  |        | LR     | Directeur de société Député (2002-2017) Maire des Riceys (1989-2020)  |
| 2015             | 2021             | 2015   | 2021     | Jean-Michel Hupfer (Remplaçant) |        | DVD    | Maire de Lagesse Président de la communauté de communes du Chaourçois |
| 2015             | 2021             | 2015   | en cours | Christine Patrois               |        | LR     | Directrice de la coordination Clients et Territoires ERDF             |
| 2021             | 2028             | 2021   | en cours | Jean-Michel Hupfer              |        | DVD    | Conseiller sortant                                                    |
| 2021             | 2028             | 2021   | en cours | Christine Patrois               |        | LR     | Conseillère sortante                                                  |

### Résultats détaillés

#### Élections de mars 2015
À l'issue du premier tour des élections départementales de 2015, deux binômes sont en ballottage : Franck Gotrot et Laëtitia Rondot (FN, 40,45 %) et Jean-Claude Mathis et Christine Patrois (UMP, 37,14 %). Le taux de participation est de 55,35 % (6 181 votants sur 11 167 inscrits) contre 50,14 % au niveau départemental et 50,17 % au niveau national.
Au second tour, Jean-Claude Mathis et Christine Patrois (UMP) sont élus avec 53,06 % des suffrages exprimés et un taux de participation de 56,94 % (3 021 voix pour 6 362 votants et 11 173 inscrits).

#### Élections de juin 2021
Le premier tour des élections départementales de 2021 est marqué par un très faible taux de participation (33,26 % au niveau national). Dans le canton des Riceys, ce taux de participation est de 38,12 % (4 268 votants sur 11 195 inscrits) contre 32,18 % au niveau départemental. À l'issue de ce premier tour, deux binômes sont en ballottage : Jean-Michel Hupfer et Christine Patrois (DVD, 48,64 %) et Richard Henry et Catherine Robin (RN, 33,62 %).
Le second tour des élections est marqué une nouvelle fois par une abstention massive équivalente au premier tour. Les taux de participation sont de 34,3 % au niveau national, 32,31 % dans le département et 36,99 % dans le canton des Riceys. Jean-Michel Hupfer et Christine Patrois (DVD) sont élus avec 65,9 % des suffrages exprimés (2 534 voix pour 4 141 votants et 11 195 inscrits),,.

## Composition

### Composition avant 2015

Situation du canton des Riceys dans l'arrondissement de Troyes avant 2015.

Le canton des Riceys regroupait sept communes.
| Nom                    | Code Insee | Codepostal | Superficie (km2) | Population (dernière pop. légale) | Densité (hab./km2) |
| ---------------------- | ---------- | ---------- | ---------------- | --------------------------------- | ------------------ |
| Les Riceys (chef-lieu) | 10317      | 10340      | 42,93            | 1 319 (2012)                      | 31                 |
| Arrelles               | 10009      | 10340      | 14,36            | 87 (2012)                         | 6,1                |
| Avirey-Lingey          | 10022      | 10340      | 17,85            | 218 (2012)                        | 12                 |
| Bagneux-la-Fosse       | 10025      | 10340      | 22,93            | 172 (2012)                        | 7,5                |
| Balnot-sur-Laignes     | 10029      | 10110      | 10,13            | 161 (2012)                        | 16                 |
| Bragelogne-Beauvoir    | 10058      | 10340      | 23,39            | 251 (2012)                        | 11                 |
| Channes                | 10079      | 10340      | 14,26            | 118 (2012)                        | 8,3                |

### Composition à partir de 2015
Le nouveau canton des Riceys comprend cinquante-sept communes entières
| Nom                                | Code Insee | Intercommunalité                     | Superficie (km2) | Population (dernière pop. légale) | Densité (hab./km2) | Modifier                                    |
| ---------------------------------- | ---------- | ------------------------------------ | ---------------- | --------------------------------- | ------------------ | ------------------------------------------- |
| Les Riceys (bureau centralisateur) | 10317      | CC du Barséquanais en Champagne      | 42,93            | 1 192 (2022)                      | 28                 | modifier les données · modifier les données |
| Arrelles                           | 10009      | CC du Barséquanais en Champagne      | 14,36            | 88 (2022)                         | 6,1                | modifier les données · modifier les données |
| Assenay                            | 10013      | CA Troyes Champagne Métropole        | 3,42             | 137 (2022)                        | 40                 | modifier les données · modifier les données |
| Avirey-Lingey                      | 10022      | CC du Barséquanais en Champagne      | 17,85            | 198 (2022)                        | 11                 | modifier les données · modifier les données |
| Avreuil                            | 10024      | CC du Chaourçois et du Val d'Armance | 10,33            | 168 (2022)                        | 16                 | modifier les données · modifier les données |
| Bagneux-la-Fosse                   | 10025      | CC du Barséquanais en Champagne      | 22,93            | 177 (2022)                        | 7,7                | modifier les données · modifier les données |
| Balnot-la-Grange                   | 10028      | CC du Chaourçois et du Val d'Armance | 20,11            | 112 (2022)                        | 5,6                | modifier les données · modifier les données |
| Balnot-sur-Laignes                 | 10029      | CC du Barséquanais en Champagne      | 10,13            | 157 (2022)                        | 15                 | modifier les données · modifier les données |
| Bernon                             | 10040      | CC du Chaourçois et du Val d'Armance | 17,91            | 162 (2022)                        | 9,0                | modifier les données · modifier les données |
| Les Bordes-Aumont                  | 10049      | CA Troyes Champagne Métropole        | 5,49             | 539 (2022)                        | 98                 | modifier les données · modifier les données |
| Bouilly                            | 10051      | CA Troyes Champagne Métropole        | 15,49            | 1 074 (2022)                      | 69                 | modifier les données · modifier les données |
| Bragelogne-Beauvoir                | 10058      | CC du Barséquanais en Champagne      | 23,39            | 221 (2022)                        | 9,4                | modifier les données · modifier les données |
| Channes                            | 10079      | CC du Barséquanais en Champagne      | 14,26            | 116 (2022)                        | 8,1                | modifier les données · modifier les données |
| Chaource                           | 10080      | CC du Chaourçois et du Val d'Armance | 31,06            | 1 012 (2022)                      | 33                 | modifier les données · modifier les données |
| Chaserey                           | 10087      | CC du Chaourçois et du Val d'Armance | 6,86             | 46 (2022)                         | 6,7                | modifier les données · modifier les données |
| Chesley                            | 10098      | CC du Chaourçois et du Val d'Armance | 21,17            | 295 (2022)                        | 14                 | modifier les données · modifier les données |
| Cormost                            | 10104      | CA Troyes Champagne Métropole        | 11,36            | 291 (2022)                        | 26                 | modifier les données · modifier les données |
| Coussegrey                         | 10112      | CC du Chaourçois et du Val d'Armance | 16,16            | 190 (2022)                        | 12                 | modifier les données · modifier les données |
| Crésantignes                       | 10116      | CA Troyes Champagne Métropole        | 2,10             | 310 (2022)                        | 148                | modifier les données · modifier les données |
| Cussangy                           | 10120      | CC du Chaourçois et du Val d'Armance | 21,39            | 201 (2022)                        | 9,4                | modifier les données · modifier les données |
| Étourvy                            | 10143      | CC du Chaourçois et du Val d'Armance | 15,41            | 144 (2022)                        | 9,3                | modifier les données · modifier les données |
| Fays-la-Chapelle                   | 10147      | CA Troyes Champagne Métropole        | 0,58             | 120 (2022)                        | 207                | modifier les données · modifier les données |
| Les Granges                        | 10168      | CC du Chaourçois et du Val d'Armance | 1,61             | 80 (2022)                         | 50                 | modifier les données · modifier les données |
| Javernant                          | 10177      | CA Troyes Champagne Métropole        | 5,62             | 160 (2022)                        | 28                 | modifier les données · modifier les données |
| Jeugny                             | 10179      | CA Troyes Champagne Métropole        | 15,85            | 462 (2022)                        | 29                 | modifier les données · modifier les données |
| Lagesse                            | 10185      | CC du Chaourçois et du Val d'Armance | 12,57            | 209 (2022)                        | 17                 | modifier les données · modifier les données |
| Laines-aux-Bois                    | 10186      | CA Troyes Champagne Métropole        | 16,43            | 530 (2022)                        | 32                 | modifier les données · modifier les données |
| Lantages                           | 10188      | CC du Chaourçois et du Val d'Armance | 18,87            | 214 (2022)                        | 11                 | modifier les données · modifier les données |
| Lignières                          | 10196      | CC du Chaourçois et du Val d'Armance | 25,79            | 222 (2022)                        | 8,6                | modifier les données · modifier les données |
| Lirey                              | 10198      | CA Troyes Champagne Métropole        | 4,84             | 115 (2022)                        | 24                 | modifier les données · modifier les données |
| La Loge-Pomblin                    | 10201      | CC du Chaourçois et du Val d'Armance | 5,22             | 58 (2022)                         | 11                 | modifier les données · modifier les données |
| Les Loges-Margueron                | 10202      | CC du Chaourçois et du Val d'Armance | 31,21            | 214 (2022)                        | 6,9                | modifier les données · modifier les données |
| Longeville-sur-Mogne               | 10204      | CA Troyes Champagne Métropole        | 4,15             | 138 (2022)                        | 33                 | modifier les données · modifier les données |
| Machy                              | 10212      | CA Troyes Champagne Métropole        | 2,74             | 108 (2022)                        | 39                 | modifier les données · modifier les données |
| Maisons-lès-Chaource               | 10218      | CC du Chaourçois et du Val d'Armance | 5,85             | 176 (2022)                        | 30                 | modifier les données · modifier les données |
| Maupas                             | 10229      | CA Troyes Champagne Métropole        | 4,26             | 99 (2022)                         | 23                 | modifier les données · modifier les données |
| Metz-Robert                        | 10241      | CC du Chaourçois et du Val d'Armance | 4,26             | 55 (2022)                         | 13                 | modifier les données · modifier les données |
| Montceaux-lès-Vaudes               | 10246      | CA Troyes Champagne Métropole        | 10,11            | 246 (2022)                        | 24                 | modifier les données · modifier les données |
| Pargues                            | 10278      | CC du Chaourçois et du Val d'Armance | 13,98            | 142 (2022)                        | 10                 | modifier les données · modifier les données |
| Praslin                            | 10302      | CC du Chaourçois et du Val d'Armance | 11,98            | 91 (2022)                         | 7,6                | modifier les données · modifier les données |
| Prusy                              | 10309      | CC du Chaourçois et du Val d'Armance | 3,95             | 88 (2022)                         | 22                 | modifier les données · modifier les données |
| Roncenay                           | 10324      | CA Troyes Champagne Métropole        | 3,82             | 170 (2022)                        | 45                 | modifier les données · modifier les données |
| Saint-Jean-de-Bonneval             | 10342      | CA Troyes Champagne Métropole        | 6,14             | 403 (2022)                        | 66                 | modifier les données · modifier les données |
| Saint-Pouange                      | 10360      | CA Troyes Champagne Métropole        | 10,02            | 1 000 (2022)                      | 100                | modifier les données · modifier les données |
| Sommeval                           | 10371      | CA Troyes Champagne Métropole        | 9,57             | 301 (2022)                        | 31                 | modifier les données · modifier les données |
| Souligny                           | 10373      | CA Troyes Champagne Métropole        | 10,59            | 377 (2022)                        | 36                 | modifier les données · modifier les données |
| Turgy                              | 10388      | CC du Chaourçois et du Val d'Armance | 9,97             | 44 (2022)                         | 4,4                | modifier les données · modifier les données |
| Vallières                          | 10394      | CC du Chaourçois et du Val d'Armance | 8,34             | 169 (2022)                        | 20                 | modifier les données · modifier les données |
| Vanlay                             | 10395      | CC du Chaourçois et du Val d'Armance | 25,91            | 287 (2022)                        | 11                 | modifier les données · modifier les données |
| La Vendue-Mignot                   | 10402      | CA Troyes Champagne Métropole        | 10,48            | 242 (2022)                        | 23                 | modifier les données · modifier les données |
| Villemereuil                       | 10416      | CA Troyes Champagne Métropole        | 7,81             | 240 (2022)                        | 31                 | modifier les données · modifier les données |
| Villery                            | 10425      | CA Troyes Champagne Métropole        | 3,59             | 267 (2022)                        | 74                 | modifier les données · modifier les données |
| Villiers-le-Bois                   | 10431      | CC du Chaourçois et du Val d'Armance | 5,16             | 106 (2022)                        | 21                 | modifier les données · modifier les données |
| Villiers-sous-Praslin              | 10432      | CC du Chaourçois et du Val d'Armance | 8,42             | 68 (2022)                         | 8,1                | modifier les données · modifier les données |
| Villy-le-Bois                      | 10434      | CA Troyes Champagne Métropole        | 5,41             | 58 (2022)                         | 11                 | modifier les données · modifier les données |
| Villy-le-Maréchal                  | 10435      | CA Troyes Champagne Métropole        | 3,29             | 192 (2022)                        | 58                 | modifier les données · modifier les données |
| Vougrey                            | 10443      | CC du Chaourçois et du Val d'Armance | 4,17             | 41 (2022)                         | 9,8                | modifier les données · modifier les données |
| Canton des Riceys                  | 1008       |                                      | 676,67           | 14 322 (2022)                     | 21                 | modifier les données                        |

## Démographie

### Démographie avant 2015
| 1962  | 1968  | 1975  | 1982  | 1990  | 1999  | 2006  | 2011  | 2012  |
| ----- | ----- | ----- | ----- | ----- | ----- | ----- | ----- | ----- |
| 2 963 | 2 821 | 2 747 | 2 641 | 2 511 | 2 448 | 2 426 | 2 360 | 2 326 |

### Démographie depuis 2015
En 2022, le canton comptait 14 322 habitants, en évolution de −1,94 % par rapport à 2016 (Aube : +0,7 %, France hors Mayotte : +2,11 %).
| 2013   | 2018   | 2022   |
| ------ | ------ | ------ |
| 14 755 | 14 535 | 14 322 |